# Saint-Germain-sur-Bresle
Saint-Germain-sur-Bresle (picardisch: Saint-Gérmain-su-Brèle) ist eine nordfranzösische Gemeinde mit 219 Einwohnern (Stand 1. Januar 2022) im Département Somme in der Region Hauts-de-France. Die Gemeinde liegt im Arrondissement Amiens und ist Teil der Communauté de communes Somme Sud-Ouest und des Kantons Poix-de-Picardie.

## Geographie
Die Gemeinde liegt am rechten (östlichen) Ufer der Bresle, gegenüber von Vieux Rouen-sur-Bresle im benachbarten Département Seine-Maritime, mit dem es durch eine Brücke verbunden ist. Am linken Ufer der Bresle verläuft die Bahnstrecke, die Aumale mit Blangy-sur-Bresle und Le Tréport verbindet. Zu Saint-Germain gehören die ehemals selbstständige Gemeinde Guémicourt im Süden sowie der Weiler Brétitzel zwischen dem Ort und Guémicourt sowie eine südlich der Nachbargemeinde Neuville-Coppegeulle jenseits der Départementsstraße D1015 gelegene Fabrik.

## Geschichte
Der Gemeindename geht auf den heiligen Germain den Schotten, einen Missionar aus dem 5. Jahrhundert, zurück, der hier das Martyrium erlitten haben soll (Fest am 2. Mai).

## Einwohner
| 1962 | 1968 | 1975 | 1982 | 1990 | 1999 | 2006 | 2011 |
| ---- | ---- | ---- | ---- | ---- | ---- | ---- | ---- |
| 166  | 161  | 202  | 203  | 167  | 185  | 180  | 203  |

## Sehenswürdigkeiten

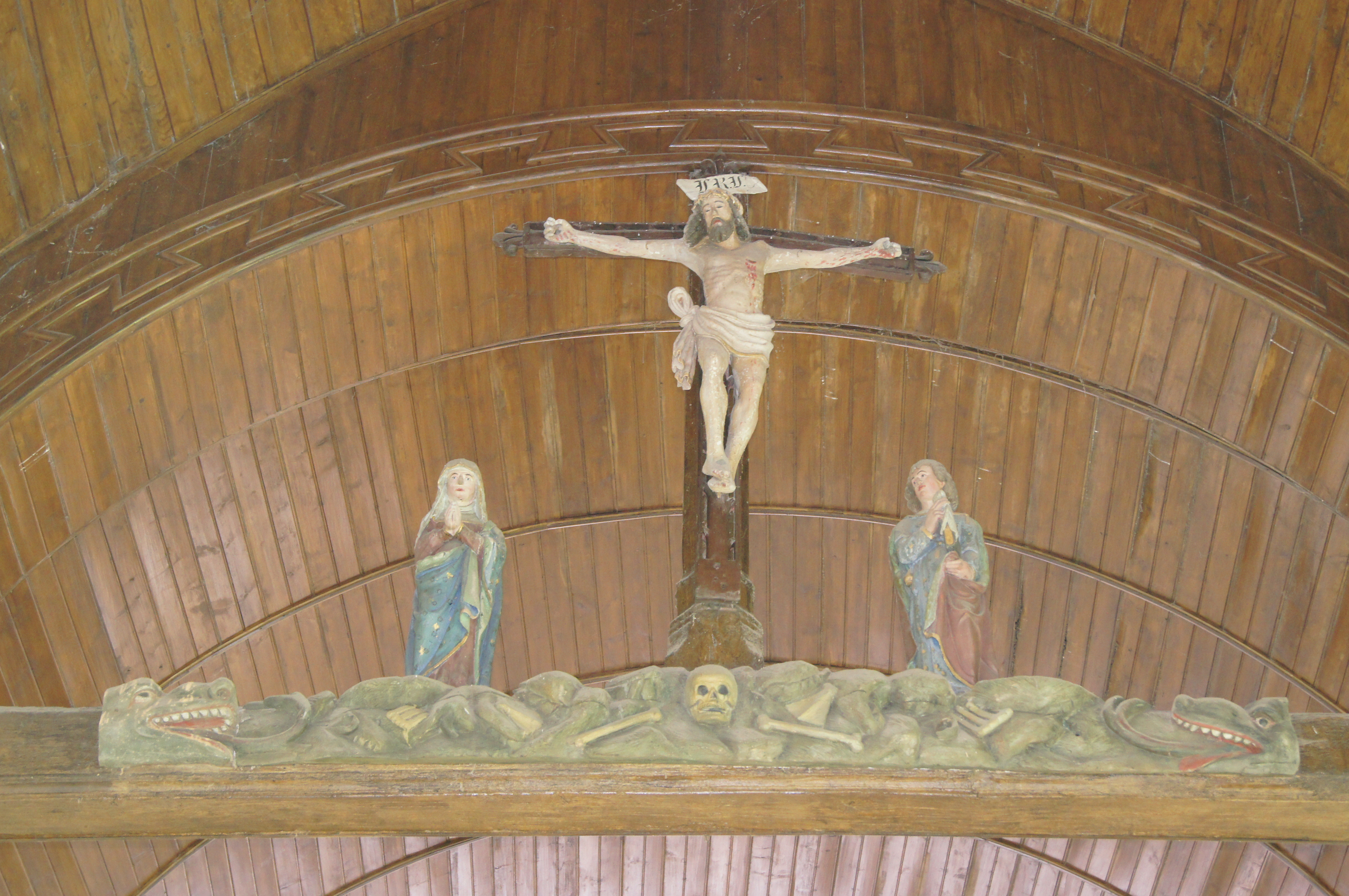
Triumphbogen in der Kirche

- Kirche Saint-Germain-l’Écossais aus dem 18. Jahrhundert
- Grab von Saint-Germain (11. bis 13. Jahrhundert)

## Persönlichkeiten
- Joseph Sadi-Lecointe (1891–1944), französischer Flieger und Widerstandskämpfer (1891 bis 1944), ist hier geboren.